# Albião (Grã-Bretanha)

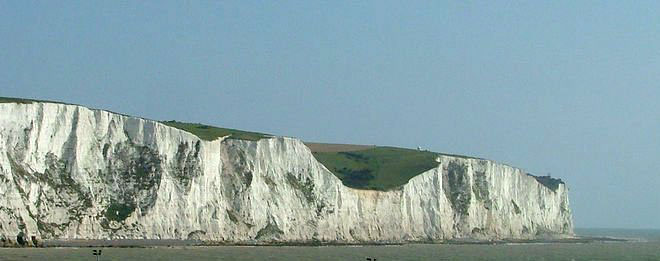
Falésias brancas de Dover

Albião ou Álbion (em latim: Albion; em grego clássico: Άλονίων; romaniz.: Alobíon) é o nome atribuído pelas fontes latinas e gregas às ilhas Britânicas, embora geralmente é usado só para se referir à Inglaterra. Quiçá tem origem celta, porém os romanos associaram o termo a albus (branco), em referências às falésias brancas de Dover. Um périplo do século VI a.C., traduzido por Avieno (século IV d.C.), chama a ilha como "ilha de iernos e albiões" (νῆσος Ἰέρνων καὶ Άλβιόνων), enquanto Píteas de Massília (século IV a.C.) fala em Ἄλβιον e Ἰέρνη. Por haver a tribo galaica chamada albiões, alguns estudiosos tentaram localizar Albião na Península Ibérica.
Na mitologia de William Blake, Albion foi o gigante primevo, morto pelo troiano Bruto da Bretanha (também chamado Bruto de Troia), lendário descendente de Eneias, considerado pela tradição medieval britânica como o epônimo fundador do reino e primeiro rei da Bretanha. Albionoria foram nomes sugeridos para o Canadá durante o período da Confederação do Canadá.